# Kaitouly
 (avril 2019).
Kaitouly (aussi, Kaitouli, Qaytoula ; en arabe قيتولة ou قيتولي) est un village du caza de Jezzine, dans le Gouvernorat du Liban-Sud au sud du Liban.
Le mot Kaitouly signifie résidence d'été en langue syriaque.
Kaitouly est à une distance d'environ 72 km de la capitale Beyrouth et à une élévation de 900 m.

## Les monuments
Parmi les monuments à Kaitouly on trouve l’ancienne église Mar Mikhael (Saint-Michel) (construite vers 1811), des maisons du patrimoine, un ancien pressoir, les ruines d’un ancien pressoir et celle d'anciens moulins.

## Attractions naturelles
On pourrait trouver des attractions d'origine humaine dans la nature, telles que des carrières et des mines de charbon, et des sites d'origine naturelle, tels que la source Mar Gergess (Saint George), l'Al-Houwwa (signifiant fosse en arabe) dans la région de Dahr Al-Makla'a, et la pinède dispersée autour du village.

## Personnes importantes
Le poète libanais Ounsi el-Hajj est né à Kaitouly

## Projets de développement
Parmi les projets de développement qui supportent Kaitouly : 
- Le projet PNUD FEM pour le Caroubier[4]
- L'atelier de production de chocolat du programme Baladi financé par l'USAID[5]

## Géologie
D'un point de vue géologique, la terre de Kaitouly est principalement constitué de sédiments provenant de l'événement de la formation du Mont-Liban, durant lequel les parties de la croûte a été soulevée en dessous de la mer Méditerranée à des altitudes atteignant 3088 m au Qurnat comme Sawda'. 

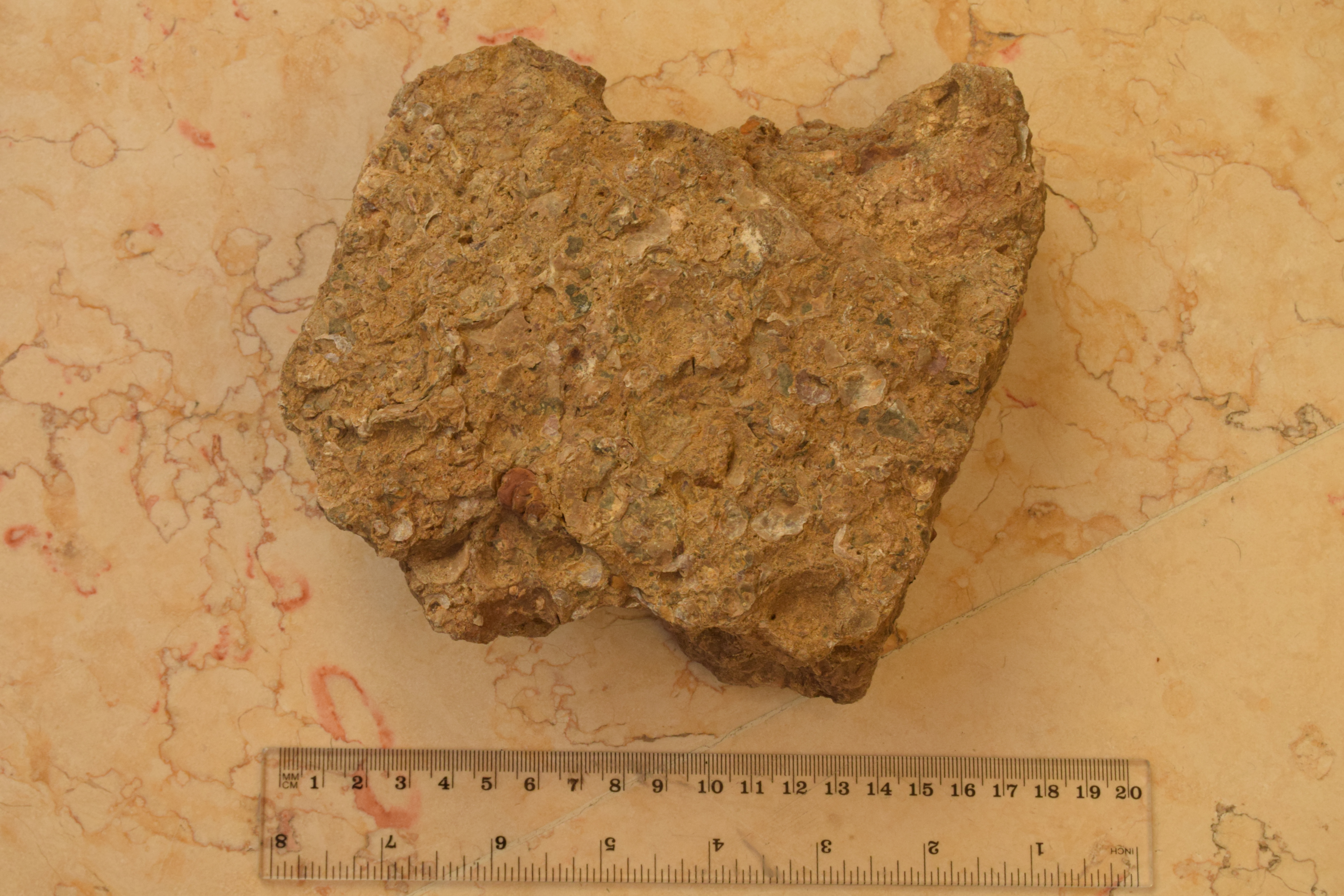
Roches sédimentaires trouvées à Kaitouly et contenant des marines fossiles marines
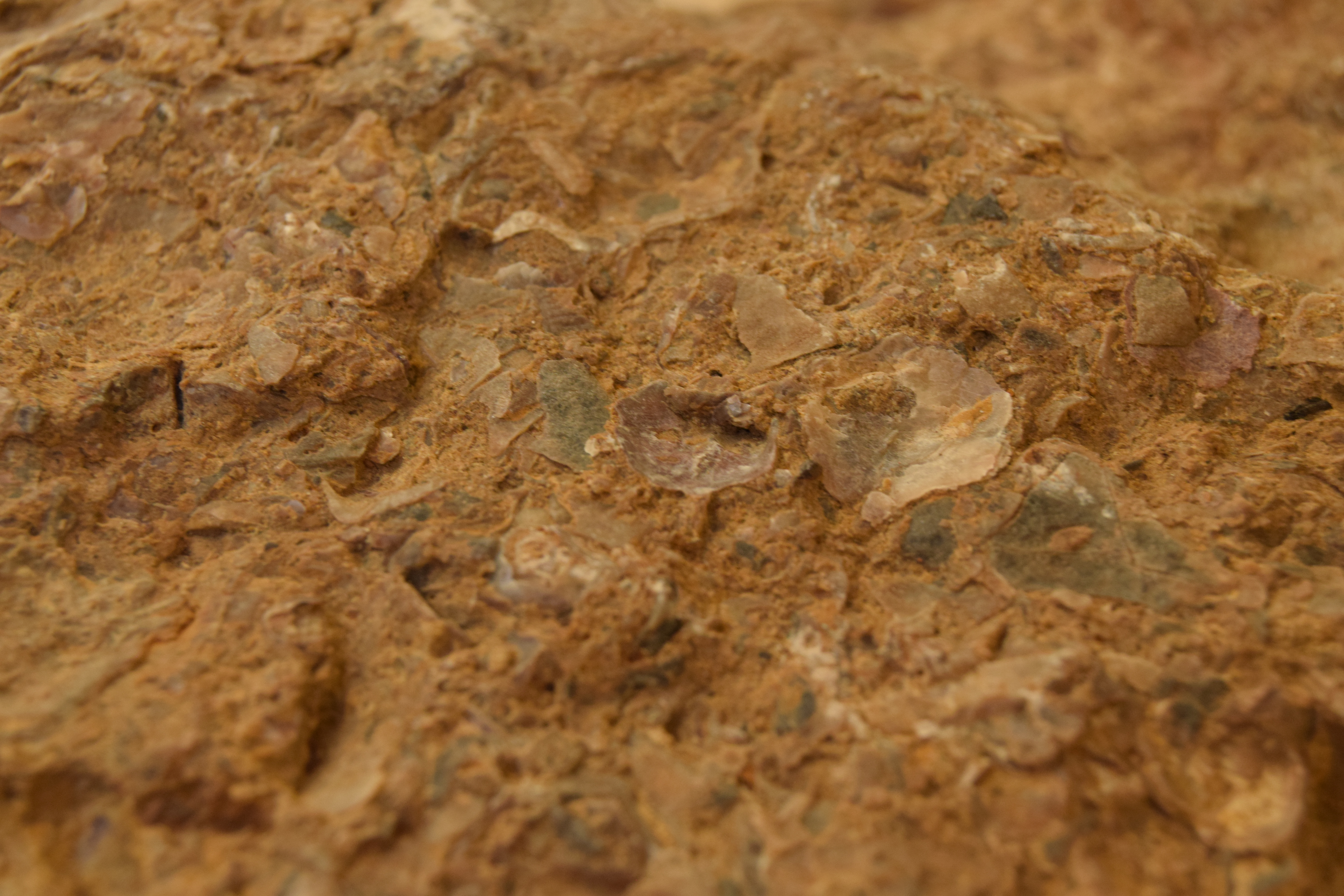
Une vue rapprochée du rocher sédimentaire de le photo de dessus montrant les vestiges de coquillages

## Voir également
- Liste des municipalités du Liban